# سلوتسك
سلوتسك (بالإنجليزية: Slutsk)‏ هي مدينة تتبع Slutsk district ‏، وPrincipality of Slutsk ‏، وSlutsky Uyezd ‏ . بلغ عدد سكانها 61444  نسمة في 14 أكتوبر 2009 . تبلغ مساحتها 24.6 كيلومتر مربع . ورمزها البريدي هو 223610 .

## أعلام
- ألياكساي كيشو
- ناستاسيا ميرونشيك ايفانوفا
- كريل كنيازيو